# 944

## Догађаји
- 16. децембар — Византијског цара Романа I, после 14 година владавине, свргавају његови синови, савладари Стефан и Константин. Он је одведен на Принчевска острва и приморан да се замонаши.
- Енглески краљ Едмунд I Величанствени враћа (уз помоћ данских досељеника) територију коју је уступио Олафу Гутфритсону. Он осваја Нортамбрију и уступа Камберленд Малколму I, краљу Пикта и Шкота.

- Руско-византијски рат: Руски цар Игор Рјурикович покренуо је свој други поход на Византијско царство, који је резултирао закључењем Руско-византијског уговора, где се помиње међу 25 кнезова који су закључили уговор, који је био неповољнији за Кијевску Русију у поређењу са уговором из 911. године.
- Походом руских трупа на Закавказје, заузели су град Берда, али нису могли да га задрже.
- Кнеза Игора Рјуриковича су убили Древљани док су покушали да по други пут убирају данак од њих.